# Meet the Parents: Little Fockers
Meet the Parents: Little Fockers (originele titel: Little Fockers) is een Amerikaanse komediefilm uit 2010 onder regie van Paul Weitz. De film is een vervolg op de films Meet the Parents en Meet the Fockers. De hoofdrollen zijn weer voor Ben Stiller en Robert De Niro.

## Verhaal
Na tien jaar lijkt Gaylord Focker zijn plaats in de familie van ex-CIA-Agent Jack Byrnes verworven te hebben. Als de jonge vader moet bijklussen in een bedrijf dat Viagrapillen verkoopt, krijgt schoonvader weer argwaan en wordt hij achterdochtig. Opnieuw moet Focker alles uit de kast halen om zich te bewijzen voor Byrnes, zelfs zo hard dat het vertrouwen niet meer lijkt terug te komen.

## Rolverdeling
Hoofdrollen
- Ben Stiller als Gaylord "Greg" Focker
- Robert De Niro als Jack Tiberius Byrnes
- Owen Wilson als Kevin Rawley
- Blythe Danner als Dina Byrnes
- Teri Polo als Pamela "Pam" Focker
- Jessica Alba als Andi Garcia

Bijrollen
- Laura Dern als Prudence Simmons
- Dustin Hoffman als Bernard "Bernie" Focker
- Barbra Streisand als Rosalind "Roz" Focker
- Harvey Keitel als Randy Weir
- Kevin Hart als Nurse Louis

## Ontvangst
Net na Meet the Fockers was er al sprake van een derde deel door de twee hoofdacteurs. Toch duurde het zes jaar voordat dit derde deel verscheen. In de Amerikaanse kranten kreeg Little Fockers een slechte beoordeling. Dit komt volgens New York Times doordat het verhaal eigenlijk weer hetzelfde is als in de vorige films en de verrassing tussen de twee hoofdacteurs uitgedoofd is.
De film ontving wereldwijd weinig positieve kritieken. Empire kende twee van de vijf sterren toe, met als samenvatting there are inevitably moments when Hoffman or Wilson get a laugh, but on the whole, it’s the same again, but weaker and with fewer good jokes. Nederlandstalige recensies zeiden onder meer: Meet the Parents: Little Fockers voelt aan als derderangsvermaak uit de vorige eeuw en Little Fockers is een volkomen overbodige film vol pijnlijk onleuke poep- en seksgrappen.